# Џомолхари
Џомолхари или Чомолхари, позната и као невеста Кангченјунга, планина је у Хималајима која се простире са обе стране граница између Тибета, Кина и Тимбуа, Бутан. Највиши врх налази се на 7.326 метара надморске висине. Северна страна планине пење се до 2.700 m изнад неплодне равнице. Са планине полази река Паро Чу, која тече са јужне стране, и река Амо Чу, која тече са северне стране.

## Религиозни значај
Планина представља свето место за тибетанске будисте који верују да је она боравиште једне од пет Тсерингма сестара (jo mo tshe ring mched lnga) - богиња заштитница Тибета и Бутана које су биле везане клетвом од стране Падмасамбаве да штите земљу, будистичку веру и локално становништво.
На бутанској страни планине налази се храм Џомолари, на јужној страни планине, на висини од 4.150 m. Верски ходочасници посећују храм и остају у њему. Постоји још неколико светих места у близини овог храма, укључујући медитационе пећине Миларепу и Гјавла Лорепу. На сат времена ходања навише уз планину од храма налази се Тсерингма Латсо, свето језеро Тсерингме. На Тибету се сваке године одржава ходочашће од Пагрија до светог језера Џомо Ларанга, које се налази на надморској висини од 5.100 m, на северним падинама планине.

## Историја пењања
Упркос угледном и значајном старом трговачком путу између Индије и Тибета Пагри долином, није било много пењачких активности на планини, вероватно због ограниченог приступа са бутанске стране и тешке трасе са тибетанске стране. Прво пењање било је 21. маја 1937. године, када се петочлана британска експедиција попела се на планину са југоисточне, бутанске стране.